# HD 126862
HD 126862，又名CP-67 2595，SAO 252767、HR 5408，是一颗恒星，视星等为5.83，位于銀經312.2，銀緯-6.66，其B1900.0坐标为赤經14h 22m 55.3s，赤緯-67° -6.66′ 10″。